# Nymphalis nigromaculata
Nymphalis nigromaculata är en fjärilsart som beskrevs av Otto Kleinschmidt 1929. Nymphalis nigromaculata ingår i släktet Nymphalis och familjen praktfjärilar. Inga underarter finns listade i Catalogue of Life.